# ISA World Surfing Games 2023
Los XXXV ISA World Surfing Games se celebraron en La Libertad (El Salvador) en el año 2023 bajo la organización de la International Surfing Association (ISA).

## Medallistas
| Evento    | Oro                                                                                                   | Plata                                                                                 | Bronce |
| --------- | --- | ------------------------------------------------------------------------------------- | --- |
| Masculino | Alan Cleland · México                                                                                 | Lucca Mesinas · Perú                                                                  | Miguel Tudela · Perú                                                                                      |
| Femenino  | Tatiana Weston-Webb · Brasil                                                                          | Erin Brooks · Canadá                                                                  | Johanne Defay Francia                                                                                     |
| Equipos   | Alonso Correa · Lucca Mesinas · Miguel Tudela · Sol Aguirre · Daniella Rosas · Arena Rodríguez · Perú | Maxime Huscenot Kauli Vaast Joan Duru Pauline Ado Johanne Defay Vahiné Fierro Francia | Gabriel Medina · Filipe Toledo · João Chianca · Luana Silva · Silvana Lima · Tatiana Weston-Webb · Brasil |

## Medallero por países
| Núm. | País    | Oro | Plata | Bronce | Total |
| ---- | ------- | --- | ----- | ------ | ----- |
| 1    | Perú    | 1   | 1     | 1      | 3     |
| 2    | Brasil  | 1   | 0     | 1      | 2     |
| 3    | México  | 1   | 0     | 0      | 1     |
| 4    | Francia | 0   | 1     | 1      | 2     |
| 5    | Canadá  | 0   | 1     | 0      | 1     |
|      | TOTAL   | 3   | 3     | 3      | 9     |

## Juegos Olímpicos de París 2024
Esta competición sirvió como clasificación para los Juegos Olímpicos de París 2024, clasificándose el mejor surfista, tanto en categoría masculina como femenina, de África, Europa, Asia y Oceanía:
|  | Masculino - Jordy Smith - Kanoa Igarashi - Kauli Vaast - Billy Stairmand | Femenino - Sarah Baum - Shino Matsuda - Vahiné Fierro - Saffi Vette |